# Safaa El-Toukhi
Safaa Abdallah Mohammed El Tokhi (nascida em 22 de agosto de 1964), popularmente conhecida como Safaa El-Toukhi, é uma atriz egípcia. Ela é mais conhecida pelos papéis nos filmes The Hunter, Gunshot e Kafr Delhab.

## Vida pessoal
Ela nasceu em 22 de agosto de 1964 no Cairo, Egito. Seu pai Abdallah Al-Toukhi era um dramaturgo radical que nasceu em 18 de agosto de 1926 e morreu em 26 de fevereiro de 2001 aos 74 anos. Sua mãe, Fathia al-Assal, foi uma proeminente dramaturga e ativista egípcia. Fathia nasceu em 20 de fevereiro de 1933 e morreu em 15 de junho de 2014, aos 81 anos, após uma crise de saúde não especificada.

## Carreira
Ela se formou com um diploma de bacharel no Instituto Superior de Artes Dramáticas em 1985. No início, ela trabalhou como escritora, influenciada por sua mãe. Em 1995, passou a trabalhar no Instituto Nacional de Cultura.
Safaa começou sua carreira de atriz em 1979 com a série de televisão El Bahitha. Ela apareceu como atriz de teatro apenas em uma peça El Ayyam El Makhmoura encenada em 1999. Em seguida, ela continuou a atuar em vários filmes, como El Zaman El Saa'b, El Mohagir e Bekhit we Adila. Enquanto isso, ela dominou a tela da televisão, onde estrelou os seriados: Leyali El Hulmiyya, Lan Ayesh Fi Galbab Abi, Mahmoud El Masry. Seu desempenho mais notável na televisão veio através do seriado Qadhiya Rai' 'Am com o papel 'Yousra'.

## Filmografia
| Ano  | Filme                                       | Função                                    | Gênero           | Ref. |
| ---- | ------------------------------------------- | ----------------------------------------- | ---------------- | ---- |
| 1979 | O Pesquisador                               |                                           | Série de TV      |      |
| 1991 | Consciência do Professor Hikmat             | Ekhlas                                    | Série de TV      |      |
| 1992 | Noites de Al Helmeya                        | Sally                                     | Série de TV      |      |
| 1991 | Hekayat Elghareeb                           | Salma                                     | Filme para TV    |      |
| 1995 | Al Ziny Barakat                             |                                           | Série de TV      |      |
| 1996 | Eu não vou viver nas vestes do meu pai      | Fawwzia                                   | Série de TV      |      |
| 1997 | Bakhit e Adeela 2                           |                                           | Filme            |      |
| 2001 | Temos as seguintes novidades                |                                           | Filme            |      |
| 2002 | Cavaleiro sem cavalo                        | Aziza                                     | Série de TV      |      |
| 2002 | Ayna qalbi                                  | Najila                                    | Minissérie de TV |      |
| 2004 | Mahmoud, o Egito                            | Alia                                      | Série de TV      |      |
| 2005 | Raya wa Sekina                              | Mariam Zaki Abdulatif / Mariam Al Shamiya | Série de TV      |      |
| 2007 | Momentos Críticos                           | Aziza                                     | Série de TV      |      |
| 2008 | Boushkash                                   |                                           | Filme            |      |
| 2010 | Mama Fi El-Qism                             | Karam Abdulmohsen                         | Série de TV      |      |
| 2010 | Ayza Atgawez                                | Umm Barqouq / Nancy Al Sayed Faraj        | Série de TV      |      |
| 2014 | Saraya Abdeen                               | Srr                                       | Série de TV      |      |
| 2014 | O caçador                                   | Psiquiatra                                | Série de TV      |      |
| 2015 | Beco dos Judeus                             |                                           | Série de TV      |      |
| 2015 | Saherat Al Janoub                           | Bakhita                                   | Série de TV      |      |
| 2016 | Soqoot Hor                                  | Seham                                     | Série de TV      |      |
| 2017 | Kafr Dehab                                  | Nawal                                     | Série de TV      |      |
| 2017 | Abu Al Arosah                               | Wafaa                                     | Série de TV      |      |
| 2018 | El Share'A Elly Warana: um quarteirão atrás | Baheera                                   | Série de TV      |      |
| 2018 | Rosas venenosas                             | A mãe                                     | Filme            |      |
| 2018 | Tiro                                        | Mahasen                                   | Filme            |      |
| 2019 | Solda Al Ghalabah                           |                                           | Série de TV      |      |
| 2020 | O príncipe                                  |                                           | Série de TV      |      |
| 2020 | Khayt Harir                                 |                                           | Série de TV      |      |